# Kanton Saales
Kanton Saales (fr. Canton de Saales) byl francouzský kanton v departementu Bas-Rhin v regionu Alsasko. Tvořilo ho sedm obcí. Zrušen byl po reformě kantonů 2014.

## Obce kantonu
- Bourg-Bruche
- Colroy-la-Roche
- Plaine
- Ranrupt
- Saales
- Saint-Blaise-la-Roche
- Saulxures